# Hasargod, Siddapur
Hasargod là một làng thuộc tehsil Siddapur, huyện Uttara Kannada, bang Karnataka, Ấn Độ.